# Присъда за продан
„Присъда за продан“ (на английски: Runaway Jury) е американски филм от 2003 година на режисьора Гари Фледър по сценарий на Брайън Копелман, Дейвид Левин, Рик Кливленд и Матю Чапман, базиран на романа на Джон Гришам „Присъдата“ (1996).
В центъра на сюжета е съдебен процес, в който съпругата на жертва на инцидент със стрелба съди за обезщетение производителя на оръжието, с което е извършено убийството, а един от съдебните заседатели успешно манипулира своите колеги, за да изнудва двете страни в процеса. Главните роли се изпълняват от Джон Кюсак, Джийн Хекман, Дъстин Хофман, Рейчъл Вайс.

## Актьорски състав
| Актьор         | Персонаж              |
| -------------- | --------------------- |
| Джон Кюзак     | Никълъс Ийстър        |
| Джийн Хекман   | Ранкин Фич            |
| Дъстин Хофман  | Уендал Рор            |
| Рейчъл Вайс    | Марли                 |
| Джеръми Пивън  | Лорънс Грийн          |
| Брус Дейвисън  | Дърууд Кейбъл         |
| Брус Макгил    | съдия Фредерик Харкин |
| Маргерит Моро  | Аманда Монро          |
| Дженифър Бийлс | Ванеса Лембек         |